# Иен, Тиндалл Боуг
 Иен Тиндалл Боуг (англ. Ian Tindall Boag; род. 4 января 1946, Великобритания), английский дипломат, глава представительства ЕС на Украине (2004—2008).

## Биография
Родился 4 января 1946 года. В 1967 году окончил Оксфордский университет, по специальности Современные языки.
С 1967 по 1974 год находился на дипломатической службе Великобритании. С 1978 года работает в Европейской Комиссии. До 1985 года работал в Генеральном директорате Комиссии по вопросам развития. С 1985 года занимался вопросами Средиземноморско-Черноморской политики и отношений между странами Севера и Юга в кабинете комиссара Клода Шессона. С 1984 по 1987 годы руководил различными отделами Генерального директората по вопросам внешних отношений. С 1987 по 1991 годы возглавлял представительство ЕК в Марокко, в 1991—1994 годах — глава представительства ЕК в Бразилии. В 2001—2004 годах возглавлял представительство Еврокомиссии в Египте.
В 2004—2008 годах — глава Представительства Европейского Союза в Киеве (Украина).

## Награды
- Орден «За заслуги» III степени (22 июля 2008, Украина) — за значительный личный вклад в дело интеграции Украины в европейское сообщество, реализацию Плана действий «Украина - Европейский Союз»[1].